# 시라이 다카코
윤정순(尹貞順, 1952년 7월 18일 - ) 또는 시라이 타카코(일본어: 白井 貴子)는 한국계 일본인의 일본 여자 배구 대표팀 선수였다.
오카야마시에서 태어난 그녀는 1972년 하계 올림픽에서 은메달과 1976년 하계 올림픽에서 금메달을 획득하였다.
2000년 매사추세츠주 홀리오크에서 국제 배구 명예의 전당의 헌액자가 되었다.

## 같이 보기
- 한국계 일본인의 목록
- 모리야마 준코(森山淳子, 박순자)
- 조혜정